# Rohan Marley
Rohan Anthony Marley, född 19 maj 1972 i Kingston på Jamaica, är en jamaicansk reggaemusiker, företagsgrundare och tidigare utövare av amerikansk fotboll. Han är son till Bob Marley och Janet Hunt och liksom sin far är han rastafarian.
Rohan Marley träffade 1996 Lauryn Hill och de bildade familj. Tillsammans har de fem barn. Rohan Marley använder en stor del av sin tid till välgörenhet och till att försöka avhjälpa fattigdom.

## Diskografi
Som gästande musiker (urval)
- 1997: The Wizard – Ravi Bal (som Anthony Marley)
- 2001: Halfway Tree – Damian "Jr. Gong" Marley
- 2003: A Time & Place – Julian Marley